# Jama pod Lucyferem Druga
Jama pod Lucyferem Druga – schronisko w rezerwacie przyrody Diable Skały. Rezerwat znajduje się w szczytowych partiach wzniesienia Bukowiec (530 m), we wsi Bukowiec, w województwie małopolskim, w powiecie nowosądeckim, w gminie Korzenna. Pod względem geograficznym jest to obszar Pogórza Rożnowskiego, będący częścią Pogórza Środkowobeskidzkiego.
Schronisko znajduje się w grupie skał o nazwie Dwie Skały. Otwór znajduje się pod okapem długości około 4 m i wysokości od 0,6 do 2,0 metrów. Po jednej ze stron otworu znajduje się prożek o wysokości około 1,3 m. Początkowo za otworem jest jeden korytarzyk, ale już po 0,5 m rozgałęzia się na dwa korytarze. Północny ma długość 3 m, średnią wysokość 0,7 m i szerokość od 0,8 do 1,2 m. Korytarzyk południowy tworzy niewielką salkę o pochyłym dnie, długości 2,5 m, szerokości do 2 m i wysokości do 1,2 m.
Schronisko wytworzyło się w piaskowcu ciężkowickim. Południowy korytarz jest prawie w całości ciemny, pozostałe partie są oświetlone światłem dziennym. Zimą schronisko ulega wymrażaniu. Roślin brak.
Schronisko zapewne znane było od dawna, ale w literaturze nie wzmiankowane. Zinwentaryzował go T. Mleczek 13 maja 1998 r. On też wykonał jego plan i opis. Skałę, w której się znajduje dawniej nazywano Lucyferem, i stąd pochodzi nazwa schroniska.

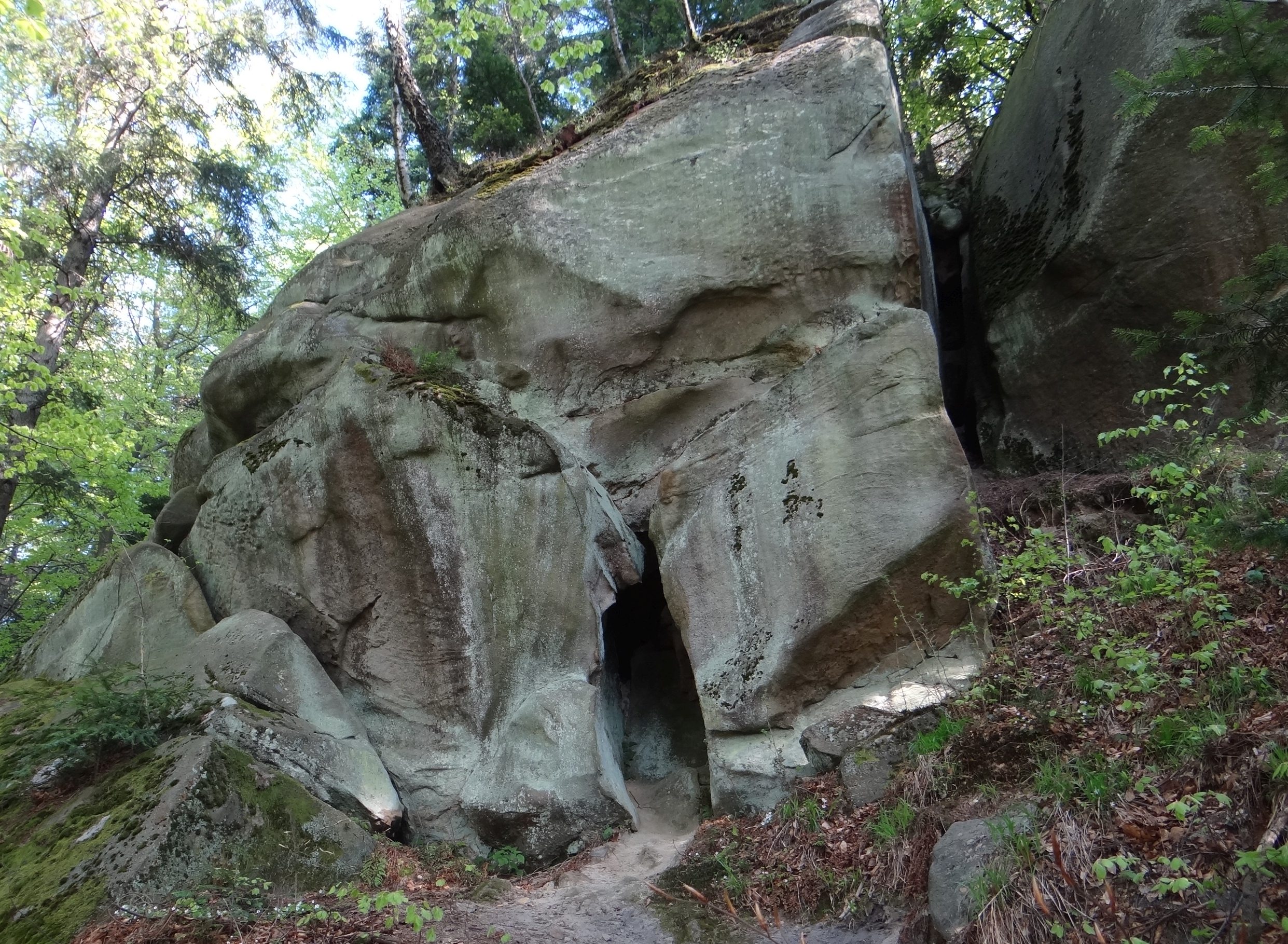
Skała z otworem Jamy pod Lucyferem I
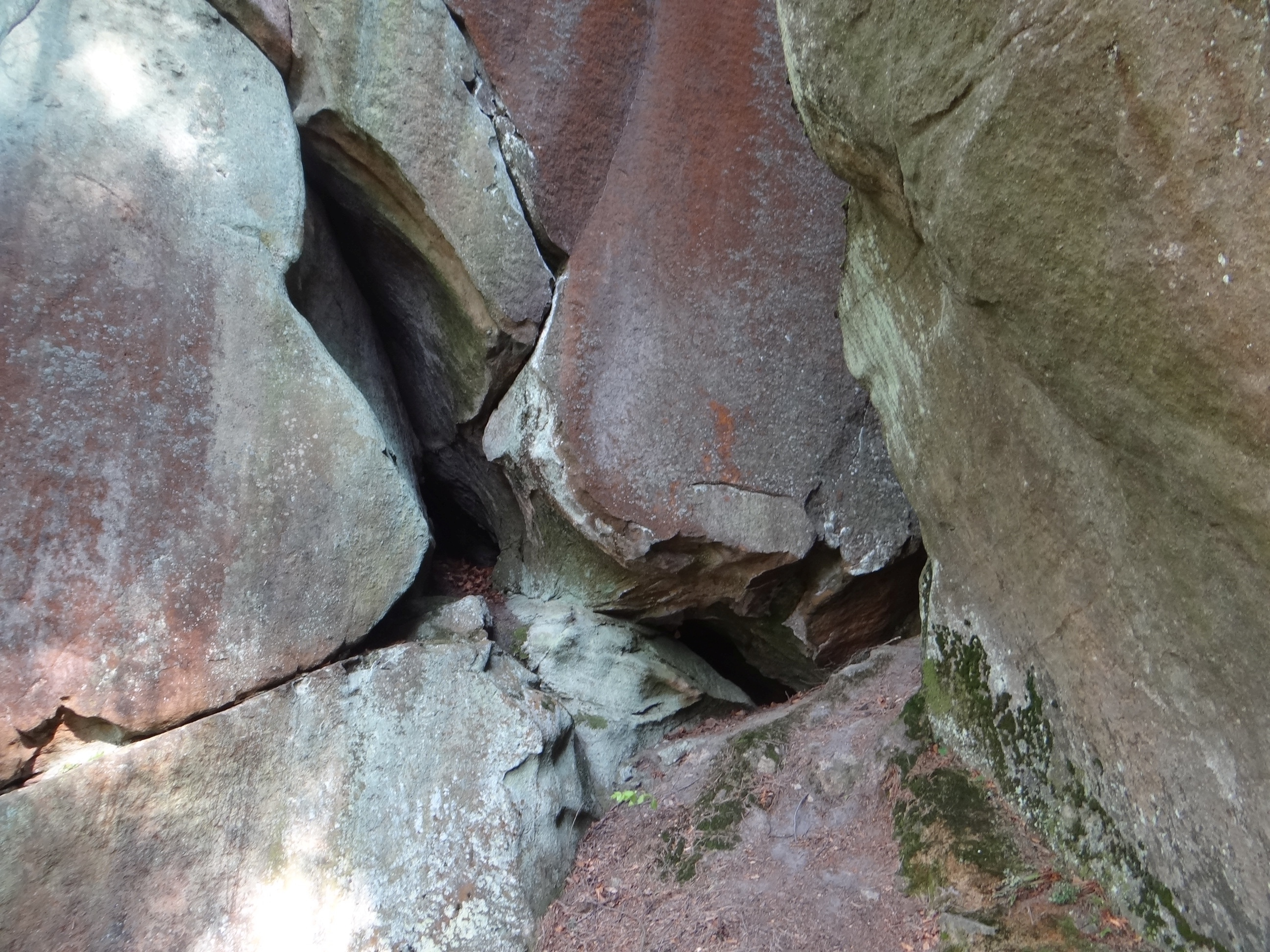
Otwór Jamy pod Lucyferem II

W tej samej skale znajduje się jeszcze Jama pod Lucyferem Pierwsza.